# Peter R. Livingston
Peter Robert Livingston (* 3. Oktober 1766 in Stanfordville, Dutchess County, Provinz New York; † 19. Januar 1847 in Rhinebeck, New York) war ein US-amerikanischer Politiker, der von Februar bis Oktober 1828 als kommissarischer Vizegouverneur von New York amtierte.

## Werdegang
Peter Livingston gehörte von 1815 bis 1822 dem Senat von New York an, wo er den Southern District vertrat. Er wechselte 1823 in die New York State Assembly, wo er zum Speaker gewählt wurde. Dann war er von 1826 bis 1829 wieder Staatssenator, wobei er dieses Mal den 2. Distrikt vertrat. Nach dem Tod von Gouverneur DeWitt Clinton 1828 folgte ihm der Vizegouverneur Nathaniel Pitcher ins Amt, Livingston wurde im Senat zum President pro Tempore gewählt und so kommissarischer Vizegouverneur von New York. Im Jahr 1839 nahm er am Nominierungsparteitag der Whig Party teil.
Er verstarb 1847 in Rhinebeck und wurde anschließend dort bei der Niederländisch-reformierten Kirche beigesetzt, jedoch später an einen unbekannten Ort umgebettet.
Peter Livingston war der Sohn von Robert James Livingston und Susan (Smith) Livingston. Er heiratete Joanna Livingston (1759–1827), Schwester von US-Außenminister Edward Livingston und Robert R. Livingston.